# Henri Brunschwig
Pour les articles homonymes, voir Brunschwig.
Henri Brunschwig, né le 2 juin 1904 à Mulhouse et mort le 20 juillet 1989 à Versailles, est un historien français, spécialiste de la Prusse moderne puis de l'Afrique subsaharienne.

## Biographie

### Jeunesse et études
Henri Brunschwig obtient une licence d'histoire et de géographie à l'université de Strasbourg, où il a pour professeurs Lucien Febvre et Marc Bloch.
Il est agrégé d'histoire en 1930 et consacre son diplôme d'études supérieures à l'étude des conditions de vie à Strasbourg durant les premières années de la Révolution française, sous la direction de Georges Lefebvre.
Il soutient sa thèse sur La crise de l'État prussien à la fin du XVIIIe siècle et la genèse de la mentalité romantique à la faculté des lettres de Paris, et une thèse complémentaire, intitulée Lutte pour l'émancipation des juifs en France, en 1946.

### Parcours professionnel
De 1931 à 1935, il est pensionnaire à l'Institut français de Berlin, fondation universitaire dont le titre officiel à l'époque était « Maison académique française », fondée en 1930 dans la perspective d'accueillir des étudiants français comme pensionnaires, comme cela fut le cas pour Jean-Paul Sartre ou Raymond Aron.
Il est ensuite nommé professeur d'histoire au lycée Henri-IV en 1936 (ou 1937), comme professeur chargé de la préparation à l’École coloniale. Il est mobilisé au moment de la Seconde Guerre mondiale et, fait prisonnier en 1940, est envoyé dans un camp de représailles dans la région de Lübeck, où se trouve déjà l'historien Fernand Braudel.
Après la guerre, il retrouve le lycée Henri-IV et soutient alors sa thèse.
En 1948, il est nommé  professeur à l'École nationale de la France d'outre-mer, chargé de la chaire d'histoire de la colonisation où il succède à Charles-André Julien. Il est également directeur de d'études à l’École des hautes études en sciences sociales, où il enseigne l'histoire africaine, jusqu'à sa retraite en 1975. 
Dès 1948, il enseigne à l'Institut d'études politiques de Paris dans le cadre du cours sur les questions liées à l'empire colonial français.
Il est chef des émissions en langue allemande de l'ORTF (1945-1974) et suit les parutions des travaux concernant l'Afrique et la colonisation pour la Revue historique.

## Travaux
D'après Jean-Louis Triaud, son œuvre se rattache autant à l'école des Annales qu'à une tradition positiviste. Son approche des sources, basée sur la seule critique rigoureuse des textes, lui faisait paraître vaine toute tentative d'écrire une histoire de l'Afrique avant 1800.
Guy Pervillé décrit son ouvrage Mythes et réalités de l’impérialisme colonial français avant 1914 (1960) comme un « livre pionnier » qui « démystifiait le rôle des motivations économiques dans l’expansion coloniale française ». L'ouvrage appela en réaction de nombreux travaux des tenants de la validité du concept d’impérialisme fondé sur le capitalisme.

## Publications

### Mélanges
- Études africaines offertes à Henri Brunschwig, par Jan Vansina, C. H. Perrot, R. Austen, Y. Person et al. Paris, Éditions de I'École des hautes études en sciences sociales, 1983.

### Ouvrages
- La crise de l'État prussien à la fin du XVIIIe siècle et la genèse de la mentalité romantique, Paris, PUF, 1947.

Thèse de doctorat
- La colonisation française, Paris, Calmann-Lévy, 1949.
- Histoire de la colonisation, Paris, SDMOM, 1953.
- L'expansion allemande outre-mer du XVe siècle à nos jours, Paris, 1957.
- Mythes et réalités de l'impérialisme colonial français, 1871-1914, Paris, Armand Colin, 1960.
- L'avènement de l'Afrique noire, Paris, Armand Colin, 1963.
- Brazza explorateur : l'Ogooué, 1875-1879, Paris, Mouton, 1966.
- Le partage de l'Afrique noire, Paris, Flammarion, "Questions d'histoire", 1971.
- (éd.), Brazza explorateur : les traités Makoko, 1880-1882, Paris, Mouton, 1972.
- Société et romantisme en Prusse au XVIIIe siècle, Paris, Flammarion, 1973 (rééd. abrégée de la thèse de 1947).
- Noirs et Blancs dans l'Afrique noire française, Paris, Flammarion, 1983.
- L'Afrique noire au temps de l'impérialisme français, Paris, Denoël, 1988.

### Sources
- « Henri Brunschwig », in Nouveau dictionnaire de biographie alsacienne, vol. 5, p. 393
- « Henri Brunschwig », Encyclopædia Universalis, notice rédigée par Jean-Louis Triaud, consultée en ligne le 13 août 2014.